# Jacques Maillot
Jacques Maillot (ur. 12 kwietnia 1962 w Besançon) – francuski reżyser i scenarzysta filmowy.

## Życiorys
Od 1993 wyreżyserował 9 filmów. Jego produkcja Nasze szczęśliwe życie (1999) zaprezentowana została w konkursie głównym na 52. MFF w Cannes.
Zasiadał w jury Złotej Kamery na 64. MFF w Cannes (2011).

## Wybrana filmografia
- Des fleurs coupées (1993)
- Corps inflammables (1995)
- 75 centilitres de prière (1995)
- Entre ciel et terre (1996)
- Nos vies heureuses (1999)
- Froid comme l'été (2002)
- Les liens du sang (2008)
- Un singe sur le dos (2009)
- La mer à boire (2012)